# Spybot - Search & Destroy
Spybot – Search & Destroy (også kendt som Spybot-S&D) er et anti spyware og adware program til Microsoft Windows. Som de fleste andre anti spyware programmer, skanner Spybot computerens harddisk og/eller ram for denne type skadelige programmer.
Spybot er skrevet af den tyske programmør Dr. Patrick Michael Kolla og bliver distribueret af hans eget selskab PepiMK Software. Udviklingen af programmet startede i 2001 da Kolla som studerende skrev et mindre program, der var i stand til at fjerne to af de tidligste eksempler på spyware: Aureate/Radiate og Conducent TimeSink.
Spybot er i dag udsendt som et gratis (free) og et betalingsprogram og understøtter flere sprog, heriblandt dansk.